# Minnesota Vikings 1967
La stagione NFL 1967 fu la 7ª per i Minnesota Vikings nella Lega.

## Scelte nel Draft 1967
| Draft NFL 1967   |                  |                  |                                        |                                        |                                        |                                        |
| Ordine del Draft | Ordine del Draft | Ordine del Draft | Giocatore                              | Ruolo                                  | College                                | Note                                   |
| Giro             | Scelta           | Generale         | Giocatore                              | Ruolo                                  | College                                | Note                                   |
| 1                | 2                | 2                | Clint Jones                            | Running back                           | Michigan State                         | dai Giants[a]                          |
| 1                | 8                | 8                | Gene Washington                        | Wide receiver                          | Michigan State                         |                                        |
| 1                | 15               | 15               | Alan Page                              | Defensive end                          | Notre Dame                             | dai Rams[b]                            |
| 2                | 2                | 28               | Bob Grim                               | Running back                           | Oregon State                           | dai Giants[a]                          |
| 2                | 7                | 33               | Scambiata con i Los Angeles Rams[b]    | Scambiata con i Los Angeles Rams[b]    | Scambiata con i Los Angeles Rams[b]    | Scambiata con i Los Angeles Rams[b]    |
| 3                | 8                | 61               | Earl Denny                             | Wide receiver                          | Missouri                               |                                        |
| 4                | 7                | 87               | Alvin Coleman                          | Defensive back                         | Tennessee A&I                          |                                        |
| 5                | 8                | 115              | Ken Last                               | Wide receiver                          | Minnesota                              |                                        |
| 6                | 7                | 140              | Scambiata con i Pittsburgh Steelers[c] | Scambiata con i Pittsburgh Steelers[c] | Scambiata con i Pittsburgh Steelers[c] | Scambiata con i Pittsburgh Steelers[c] |
| 7                | 8                | 167              | Bobby Bryant                           | Defensive back                         | South Carolina                         |                                        |
| 8                | 7                | 192              | Scambiata con i Pittsburgh Steelers[d] | Scambiata con i Pittsburgh Steelers[d] | Scambiata con i Pittsburgh Steelers[d] | Scambiata con i Pittsburgh Steelers[d] |
| 8                | 12               | 197              | John Beasley                           | Wide receiver                          | California                             | dai Redskins[e]                        |
| 9                | 8                | 219              | Bill Morris                            | Guardia                                | Holy Cross                             |                                        |
| 10               | 7                | 244              | Pete Tatman                            | Running back                           | Nebraska                               |                                        |
| 11               | 8                | 271              | Bob Trygstad                           | Defensive tackle                       | Washington State                       |                                        |
| 12               | 7                | 296              | Fred Cremer                            | Guardia                                | St. John's (MN)                        |                                        |
| 13               | 8                | 323              | Charles Hardt                          | Defensive back                         | Tulsa                                  |                                        |
| 14               | 7                | 348              | Jim Hargrove                           | Linebacker                             | Howard Payne                           |                                        |
| 15               | 8                | 375              | Jim Shea                               | Defensive back                         | Eastern New Mexico                     |                                        |
| 16               | 7                | 400              | Gene Beard                             | Defensive back                         | Virginia Union                         |                                        |
| 17               | 8                | 427              | Dick Wagoner                           | Defensive back                         | Bowling Green                          |                                        |

Note:
- [a] I Bears scambiarono la loro scelta nel 5º giro (76ª assoluta) con i Vikings in cambio dell'OG Palmer Pyle.
- [b] I Giants scambiarono la loro scelta nel 6º giro (83ª assoluta), ottenuta dagli Steelers, con i Vikings in cambio del LB Bill Swain.
- [c] I Vikings scambiarono la loro scelta nel 6º giro (87ª assoluta) e la loro scelta nel 7º giro (92ª assoluta) al Draft NFL 1965 con i Lions in cambio del DT Mike Bundra e del DE Larry Vargo.
- [d] I Vikings scambiarono la loro scelta nell'8º giro (120ª assoluta) ed il LB John Campbell con i Colts in cambio dell'OT Larry Kramer.
- [e] I Vikings scambiarono la loro scelta nel 10º giro (148ª assoluta) con i Lions in cambio del DB Gary Lowe.
- [f] I Vikings scambiarono la loro scelta nel 20º giro (298ª assoluta) con gli Eagles in cambio dell'HB Billy Ray Barnes.

## Partite

### Stagione regolare
| Calendario |              |                       |           |                               |            |        |
| Settimana  | Data         | Avversario            | Risultato | Stadio                        | Spettatori | Record |
| 1          | 17 settembre | San Francisco 49ers   | P 27-21   | Metropolitan Stadium          | 39.638     | 0-1    |
| 2          | 22 settembre | @ Los Angeles Rams    | P 39-3    | Los Angeles Memorial Coliseum | 52.255     | 0-2    |
| 3          | 1º ottobre   | Chicago Bears         | P 17-7    | Metropolitan Stadium          | 44.868     | 0-3    |
| 4          | 8 ottobre    | St. Louis Cardinals   | P 34-24   | Metropolitan Stadium          | 40.017     | 0-4    |
| 5          | 15 ottobre   | @ Green Bay Packers   | V 10-7    | Milwaukee County Stadium      | 49.601     | 1-4    |
| 6          | 22 ottobre   | Baltimore Colts       | N 20-20   | Metropolitan Stadium          | 47.693     | 1-4-1  |
| 7          | 29 ottobre   | @ Atlanta Falcons     | P 21-20   | Atlanta Stadium               | 52.859     | 1-5-1  |
| 8          | 5 novembre   | New York Giants       | V 21-20   | Metropolitan Stadium          | 44.960     | 2-5-1  |
| 9          | 12 novembre  | Detroit Lions         | N 10-10   | Metropolitan Stadium          | 40.032     | 2-5-2  |
| 10         | 19 novembre  | @ Cleveland Browns    | P 14-10   | Cleveland Stadium             | 68.431     | 2-6-2  |
| 11         | 26 novembre  | @ Pittsburgh Steelers | V 41-27   | Pitt Stadium                  | 23.773     | 3-6-2  |
| 12         | 3 dicembre   | Green Bay Packers     | P 30-27   | Metropolitan Stadium          | 47.693     | 3-7-2  |
| 13         | 10 dicembre  | @ Chicago Bears       | N 10-10   | Wrigley Field                 | 40.110     | 3-7-3  |
| 14         | 17 dicembre  | @ Detroit Lions       | P 14-3    | Tiger Stadium                 | 44.874     | 3-8-3  |

| Classifica finale della NFL Central Division 1967                                                                        | Classifica finale della NFL Central Division 1967 | Classifica finale della NFL Central Division 1967 | Classifica finale della NFL Central Division 1967 | Classifica finale della NFL Central Division 1967 | Classifica finale della NFL Central Division 1967 | Classifica finale della NFL Central Division 1967 | Classifica finale della NFL Central Division 1967 |
| | V                                                 | P                                                 | N                                                 | PCT                                               | PR                                                | PS                                                |                                                   |
| --- | ------------------------------------------------- | ------------------------------------------------- | ------------------------------------------------- | ------------------------------------------------- | ------------------------------------------------- | ------------------------------------------------- | ------------------------------------------------- |
| Green Bay Packers | 9                                                 | 4                                                 | 1                                                 | .692                                              | 332                                               | 209                                               |                                                   |
| Chicago Bears | 7                                                 | 6                                                 | 1                                                 | .538                                              | 239                                               | 218                                               |                                                   |
| Detroit Lions | 5                                                 | 7                                                 | 2                                                 | .417                                              | 260                                               | 259                                               |                                                   |
| Minnesota Vikings | 3                                                 | 8                                                 | 3                                                 | .273                                              | 233                                               | 294                                               |                                                   |
| Legenda: V = Vittorie, P = Sconfitte, N = Pareggi, PCT= Percentuale di vittoria, PR= Punti realizzati, PS = Punti Subiti |                                                   |                                                   |                                                   |                                                   |                                                   |                                                   |                                                   |